# Gauliga Niederrhein 1937/38
De Gauliga Niederrhein 1937/38 was het vijfde voetbalkampioenschap van de Gauliga Niederrhein. Fortuna Düsseldorf werd kampioen plaatste zich voor de eindronde om de Duitse landstitel. Nadat de club in de groepsfase ongeslagen groepswinnaar werd veroren ze in de halve finale van FC Schalke 04. In de wedstrijd om de derde plaats konden ze nog van Hamburger SV winnen.  

## Eindstand
| Plaats | Club                | Wed. | W  | G | V  | Saldo | Ptn.  |
| ------ | ------------------- | ---- | -- | - | -- | ----- | ----- |
| 1.     | Fortuna Düsseldorf  | 18   | 13 | 3 | 2  | 42:12 | 29:07 |
| 2.     | Schwarz-Weiß Essen  | 18   | 12 | 2 | 4  | 39:22 | 26:10 |
| 3.     | SV Hamborn 07       | 18   | 9  | 5 | 4  | 34:29 | 23:13 |
| 4.     | TuS Duisburg 48/99  | 18   | 8  | 3 | 7  | 28:29 | 19:17 |
| 5.     | SSV 04 Elberfeld    | 18   | 6  | 6 | 6  | 29:20 | 18:18 |
| 6.     | TuRU Düsseldorf     | 18   | 6  | 4 | 8  | 22:27 | 16:20 |
| 7.     | VfL Benrath         | 18   | 5  | 5 | 8  | 19:24 | 15:21 |
| 8.     | Union 02 Hamborn    | 18   | 5  | 3 | 10 | 25:32 | 13:23 |
| 9.     | Rot-Weiß Oberhausen | 18   | 4  | 3 | 11 | 19:30 | 11:25 |
| 10.    | BV Altenessen 06    | 18   | 2  | 6 | 10 | 32:64 | 10:26 |

|  | Kampioen, geplaatst voor nationale eindronde |
|  | Degradatie naar Bezirksliga                  |

## Promotie-eindronde

### Groep A
| Plaats | Club                       | Wed. | Saldo | Ptn.  |
| ------ | -------------------------- | ---- | ----- | ----- |
| 1.     | SV Westende Hamborn        | 4    | 11:08 | 05:03 |
| 2.     | Eintracht München-Gladbach | 4    | 09:10 | 04:04 |
| 3.     | BV Union 05 Krefeld        | 4    | 07:09 | 03:05 |

|  | Promotie naar Gauliga Niederrhein 1938/39 |

### Groep B
| Plaats | Club                   | Wed. | Saldo | Ptn.  |
| ------ | ---------------------- | ---- | ----- | ----- |
| 1.     | Rot-Weiss Essen        | 4    | 13:04 | 08:00 |
| 2.     | VfR Ohligs             | 4    | 07:08 | 04:04 |
| 3.     | Schwarz-Weiß Wuppertal | 4    | 03:11 | 00:08 |